# Stig Svensson
Stig Svensson, född 13 december 1914 i Moheda, Kronobergs län, död 21 februari 2004 i Växjö, var en svensk fotbollsledare, ordförande i Växjöklubben Östers IF i 43 år, 1946–1989. Han anses tillhöra de absolut främsta ledarna i svensk fotbollshistoria. Under hans tid i Östers IF kom klubben med tiden att ofta kallas "Svenssons IF" och han själv "Mr Öster". Han var far till fotbollsspelaren och förbundskaptenen Tommy Svensson.
Stig Svensson blev medlem i Östers IF 1933. Efter säsongen 1937 slutade han själv att spela, på grund av en skada. Istället tog han upp en ledarkarriär i föreningen. Strax efter andra världskrigets slut tog han över som föreningens ordförande, och detta gav omedelbart resultat, och sedan fortsatta framsteg:
- 1947: Föreningen går upp i dåvarande div. III.
- 1960: Debut i nästa högsta serien, dåvarande div. II.
- 1961: Kval till div. I.
- 1967: Seger i div. II och avancemang till div. I.
- 1968: Seger i allsvenskan redan första säsongen, och SM-guld i fotboll.

Stig Svensson var en föregångsman inom svensk fotboll: Han upptäckte den brasilianska spelstilens fördelar redan före hemma-VM 1958. Säsongen 1968 började man med riktiga, skrivna kontrakt med A-lagsspelarna som första klubb i Sverige.
Under Stig Svenssons tid som ordförande tog Öster SM-guld 1968, 1978, 1980 samt 1981 Det blev också guld i Svenska cupen 1977.
Förutom sonen Tommy Svensson, som fick världsrykte som tränare efter den sensationella bronsmedaljen i VM 1994, har Stig Svenssons gener även fortplantat sig i sonen Peter Svensson, dottersonen Joachim Björklund och "smittat" svärsönerna Karl-Gunnar Björklund och Karl-Axel Blomqvist.
I december 2018 valdes Svensson postumt in i Svensk fotbolls Hall of Fame.
Artikeln innehåller ett sakfel. Öster gick upp division 2, då den näst högsta divisionen, 1959. Öster vann 1959 division 3 Sydvästra Götaland. I sin första säsong i division 2 kom Öster 1960 på sjätte plats i Västra Götalands-gruppen.
Öster kvalade till allsvenskan tre gånger, 1961, 1963 och 1964, innan laget gick upp 1967.